# Dalos feketecsiröge
A dalos feketecsiröge (Dives dives) a madarak osztályának verébalakúak (Passeriformes) rendjébe, azon belül a csirögefélék (Icteridae) családjába tartozó faj.

## Rendszerezése
A fajt Ferdinand Deppe német ornitológus írta le 1830-ban, a Icterus nembe Icterus dives néven.

## Előfordulása
Mexikó, Belize, Costa Rica, Guatemala, Honduras, Nicaragua és Salvador területén honos.
Természetes élőhelyei a mérsékelt övi erdők, szubtrópusi és trópusi esőerdők, lombhullató erdők és cserjések, valamint legelők, szántóföldek és vidéki kertek. Állandó, nem vonuló faj.

## Megjelenése
A hím átlagos testhossza 25,5 centiméter, a tojóé 23 centiméteres, a hím testtömege 98,3–102 gramm, a tojóé 83,4–96 gramm.
|  |

## Életmódja
Ízeltlábúakkal, kisebb gerincesekkel, gyümölcsökkel és nektárral táplálkozik.

## Természetvédelmi helyzete
Az elterjedési területe nagyon nagy, egyedszáma pedig stabil. A Természetvédelmi Világszövetség Vörös listáján nem fenyegetett fajként szerepel.